# Medaljen Pro Meritis
Medaljen Pro Meritis var en kongelig dansk fortjenstmedalje, indstiftet den 24. april 1771, brugt som belønning at fortjente mænd af væsentlig betydning indenfor forskellige samfundsområder.
Medaljestempler var fremstillet af medaljører:
- Daniel Adzer i 1771,
- Harald Conradsen i 1837 og 1841,
- Frederik Krohn i 1853.

Medaljen blev uddelt til 70 personer i alt, f.eks.:
- medaljen i guld med krone og kæde:

- Raja Radhakant Deb Bahadur i 1852,

- medaljen i guld med kæde og øsken:

- Hadji Abd Rahman Aga i 1773,

- medaljen i guld:

- Christian Adolf Klotz, Adam Gotthelf Kästner i 1771,
- Jacob Langebek, Carsten Niebuhr, Pierre-Augustin Guys i 1772,
- Lauritz Andreas Andersen Thodal i 1776,
- Nicolaus Joseph baron von Jacquin i 1778,

- medaljen i sølv til at bære i blåt båndet

- Gunnar Kjølsen Friestad i 1777,

- medaljen i sølv med bånd om halsen:

- Johannes Madsen i 1791

- medaljen i sølv med øsken:

- Ebe Pohn Früdden, Theide (Thies) Peters i 1793.

- øvrige modtagere fik guld- eller sølvmedaljen i et etui.

Ved tronskiftet i 1808 mistede den stort set sin selvstændige betydning og gik reelt af brug (tildelt kun 4 gange yderligere til: tysk astronom Johann Heinrich von Mädler i guld i 1838, som eneste kvinde Kari Regine Widsløv i 1839, indisk bramin Radhakant Deb i 1852 og ordenshistoriograf C.F. Wegener blev dekoreret som den sidste i 1859), som følge af indstiftelse af Fortjenstmedaljen (1792), Medaljen for ædel Daad (1792) og Medaljen for druknedes redning (1812).
Medaljen Pro Meritis blev erstattet af Medaljen Merito i 1814. Medaljestempler var præget i forbindelse med Wienerkongressen af den østrigske hofgravør Johann Baptist Harnisch (1777-1826).
I årene 1814-1838 blev Medaljen Merito tildelt 32 mænd i etui og kun den hannoveranske ordensgenealog Heinrich Schädtler fik tilladelse til at bære medaljen i en guldkæde. Efter denne medaljes forholdsvis korte levetid bør man nok opfatte medaljen som en formentlig inspirationskilde til medaljen Ingenio et arti, der blev taget i anvendelse fra 1841.